# Grup de la metaautunita
El grup de la metaautunita és un grup de minerals. Es tracta d'un grup constituït per fosfats i arsenats estructurats per capes amb uranil. Rep el nom pel seu membre més important, la metaautunita. la fórmula genèrica del grup és: A(UO₂)₂(XO₄)₂·nH₂O (on n = 6, 7 o 8; A = Cu, Ca, Ba o Mg i X = P o As). Els membres del grup són:
| Mineral            | Fórmula                            | Simetria                        |
| Abernathyita       | K(UO₂)(AsO₄) · 3H₂O                | Tet. 4/mmm (4/m 2/m2/m): P4/ncc |
| Txernikovita       | (H₃O)₂(UO₂)₂(PO₄)₂ · 6H₂O          | Tet.                            |
| Lehnerita          | Mn2+(UO₂)₂(PO₄)₂ · 8H₂O            | Mon.                            |
| Meta-ankoleïta     | K₂(UO₂)₂(PO₄)₂ · 6H₂O              | Tet. 4/mmm (4/m 2/m2/m): P4/nmm |
| Meta-autunita      | Ca(UO₂)₂(PO₄)₂ · 6-8H₂O            | Tet. 4/mmm (4/m 2/m2/m)         |
| Metaheinrichita    | Ba(UO₂)₂(AsO₄)₂ · 8H₂O             | Tet. 4mm                        |
| Metakahlerita      | Fe2+(UO₂)₂(AsO₄)₂ · 8H₂O           | Tric. 1 : P1                    |
| Metakirchheimerita | Co(UO₂)₂(AsO₄)₂ · 8H₂O             | Tric. 1 : P1                    |
| Metalodèvita       | Zn(UO₂)₂(AsO₄)₂ · 10H₂O            | Tet.                            |
| Metanováčekita     | Mg(UO₂)₂(AsO₄)₂ · 8H₂O             | Tet. 4/m: P4/n                  |
| Metatorbernita     | Cu(UO₂)₂(PO₄)₂ · 8H₂O              | Tet. 4/m: P4/n                  |
| Metauranocircita-I | Ba(UO₂)₂(PO₄)₂ · 7H₂O              | Mon. 2 : P21                    |
| Metauranospinita   | Ca(UO₂)₂(AsO₄)₂ · 8H₂O             | Tet. 4/m: P4₂/n                 |
| Metazeunerita      | Cu(UO₂)₂(AsO₄)₂ · 8H₂O             | Tet. 4/m: P4₂/n                 |
| Natrouranospinita  | (Na₂,Ca)(UO₂)₂(AsO₄)₂ · 5H₂O       | Tet. 4/mmm (4/m 2/m2/m): P4/nmm |
| Uramarsita         | (NH₄,H₃O)₂(UO₂)₂(AsO₄,PO₄)₂ · 6H₂O | Tet. 4/mmm (4/m 2/m2/m): P4/mmm |
| Uramfita           | (NH₄)₂(UO₂)₂(PO₄)₂ · 6H₂O          | Tet.                            |

## Galeria

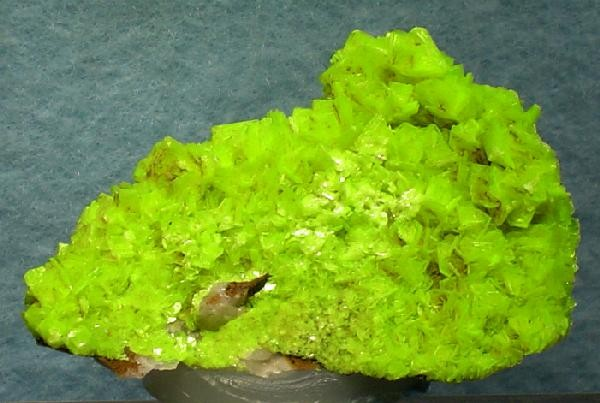
Metaautunita
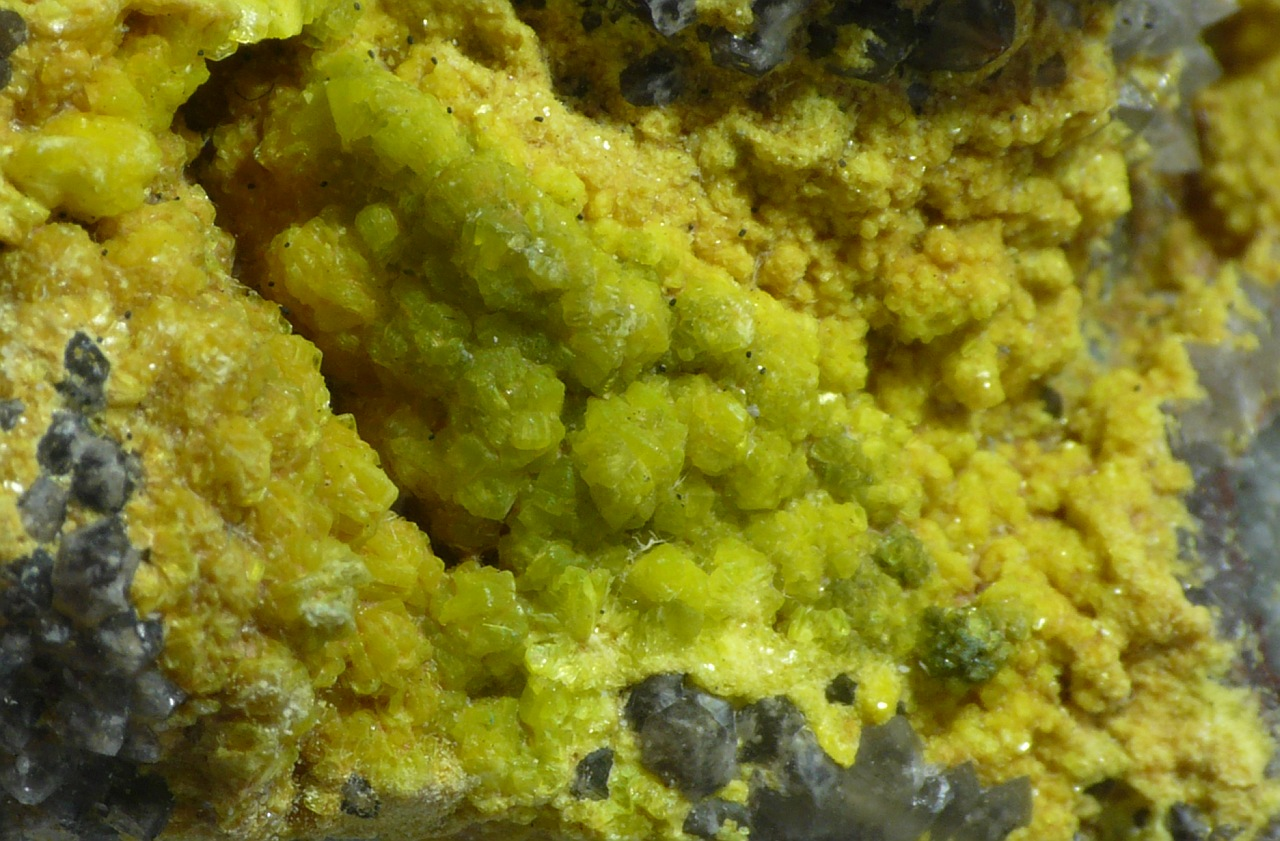
Txernikovita
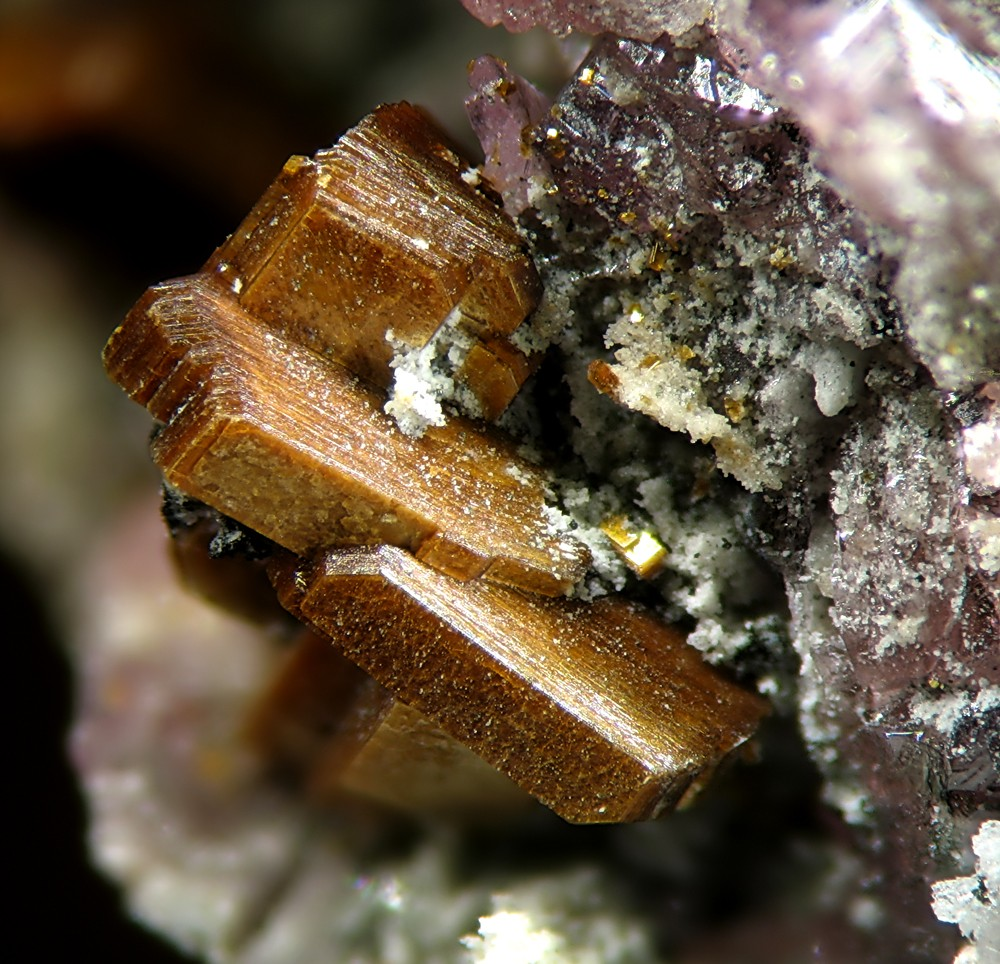
Lehnerita
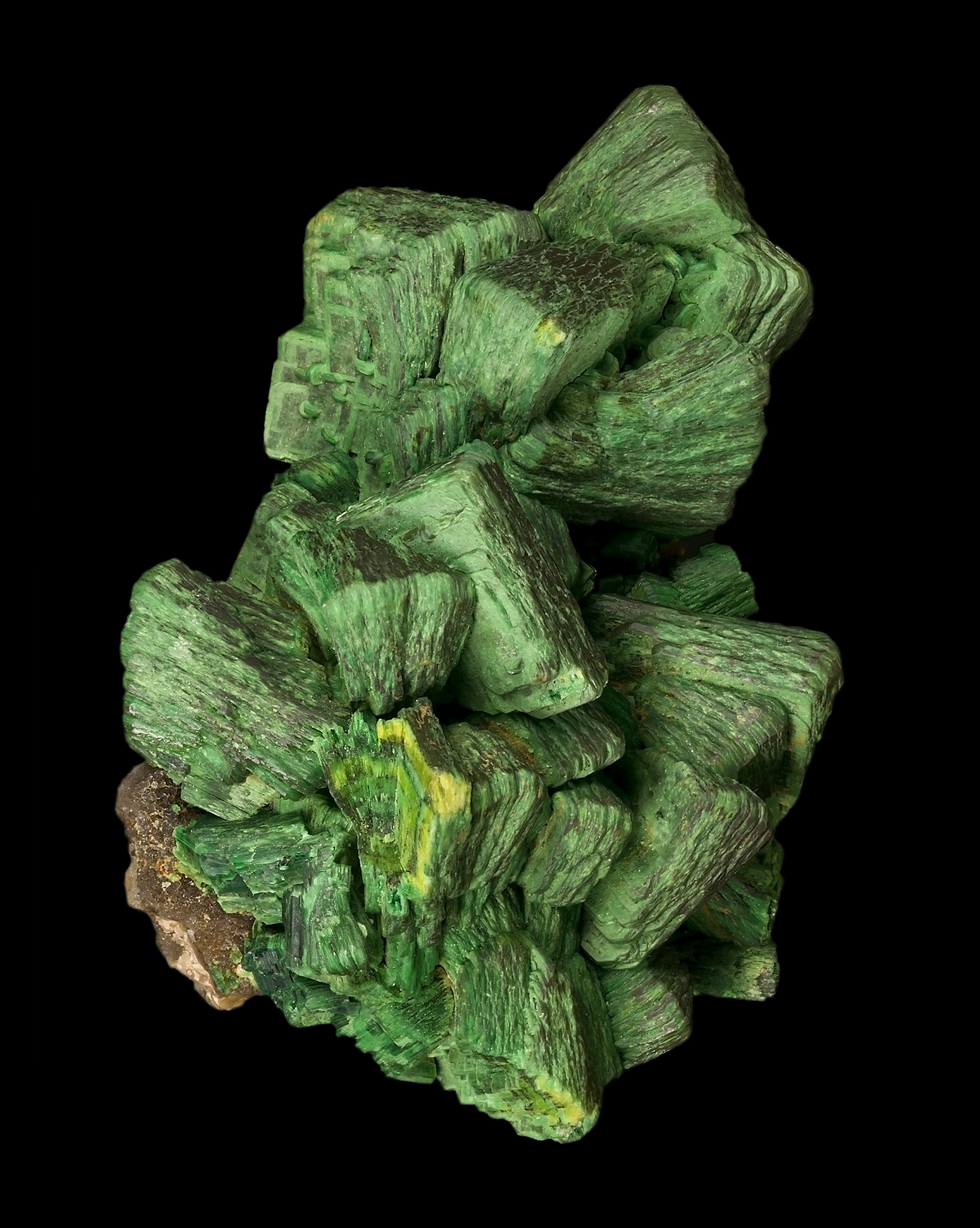
Metatorbernita
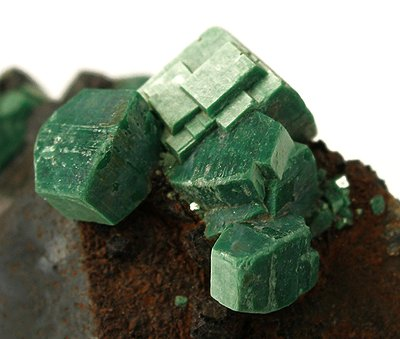
Metazeunerita